# Hochdurchsatz-Screening

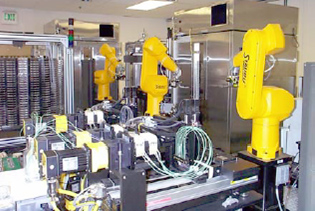
High-Throughput-Screening-Roboter

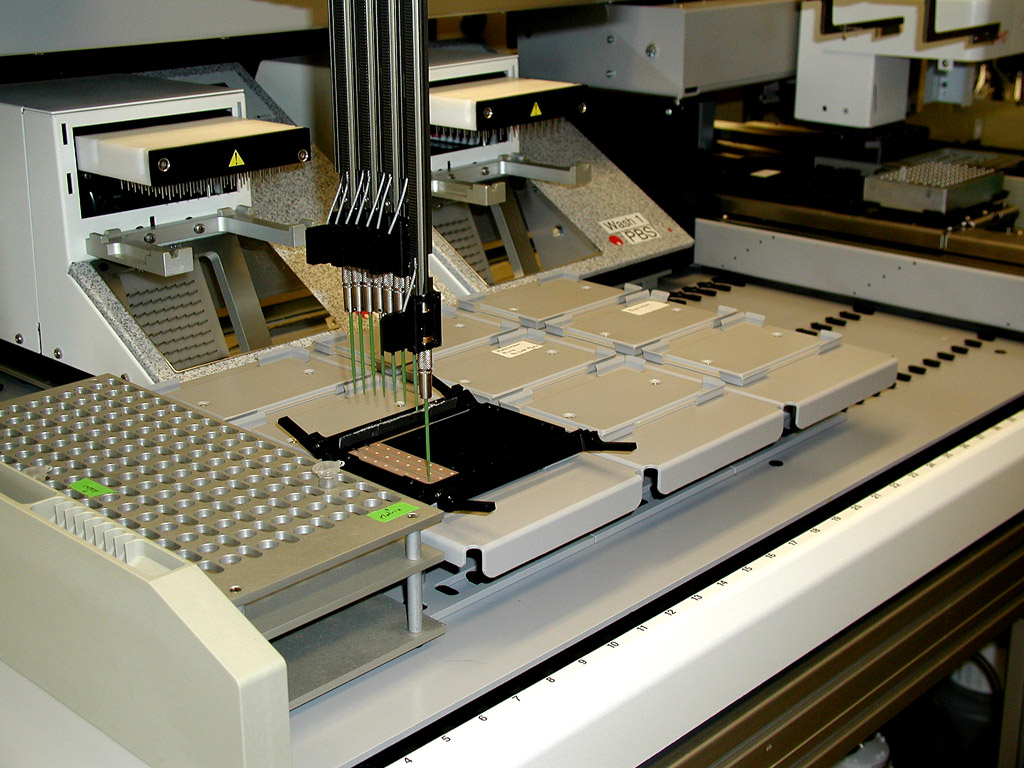
Pipettierautomat Tecan Genesis bei der Probenvorbereitung

High-Throughput-Screening (HTS), auch Hochdurchsatz-Screening genannt, ist eine vor allem in der Pharmaforschung angewendete, automatisierte Methode, bei der im Hochdurchsatz an Zehntausenden bis Millionen von Substanzen biochemische, genetische oder pharmakologische Tests durchgeführt werden. Werden mehr als 100.000 Stoffe pro Tag untersucht, spricht man auch vom Ultra-High-Throughput-Screening (uHTS). Mittels des High-Throughput-Screening wird insbesondere nach neuen, biologisch aktiven Substanzen gesucht, aus denen Leitstrukturen abgeleitet werden, um neue Arzneistoffe zu entwickeln.

## Durchführung
Beim High-Throughput-Screening werden umfangreiche Molekülbibliotheken durchsucht, wobei die Suche hohe Anforderungen an die Automatisierung, die Testverfahren und die Auswertung stellt.

### Testverfahren
Beim High-Throughput-Screening zur Entdeckung neuer pharmakologisch aktiver Substanzen finden Target-basierte oder Phänotyp-basierte Testverfahren (Assays) Anwendung. Entscheidend für ein korrektes Ergebnis ist, dass das Erfolgskriterium im Labor mit den Vorgängen in der Natur korreliert und das Testverfahren und die Zielvorgaben geeignet sind, das gewünschte Ergebnis zu erreichen. Eine zentrale Regel lautet: „you get what you screen for“.

#### Target-basiert

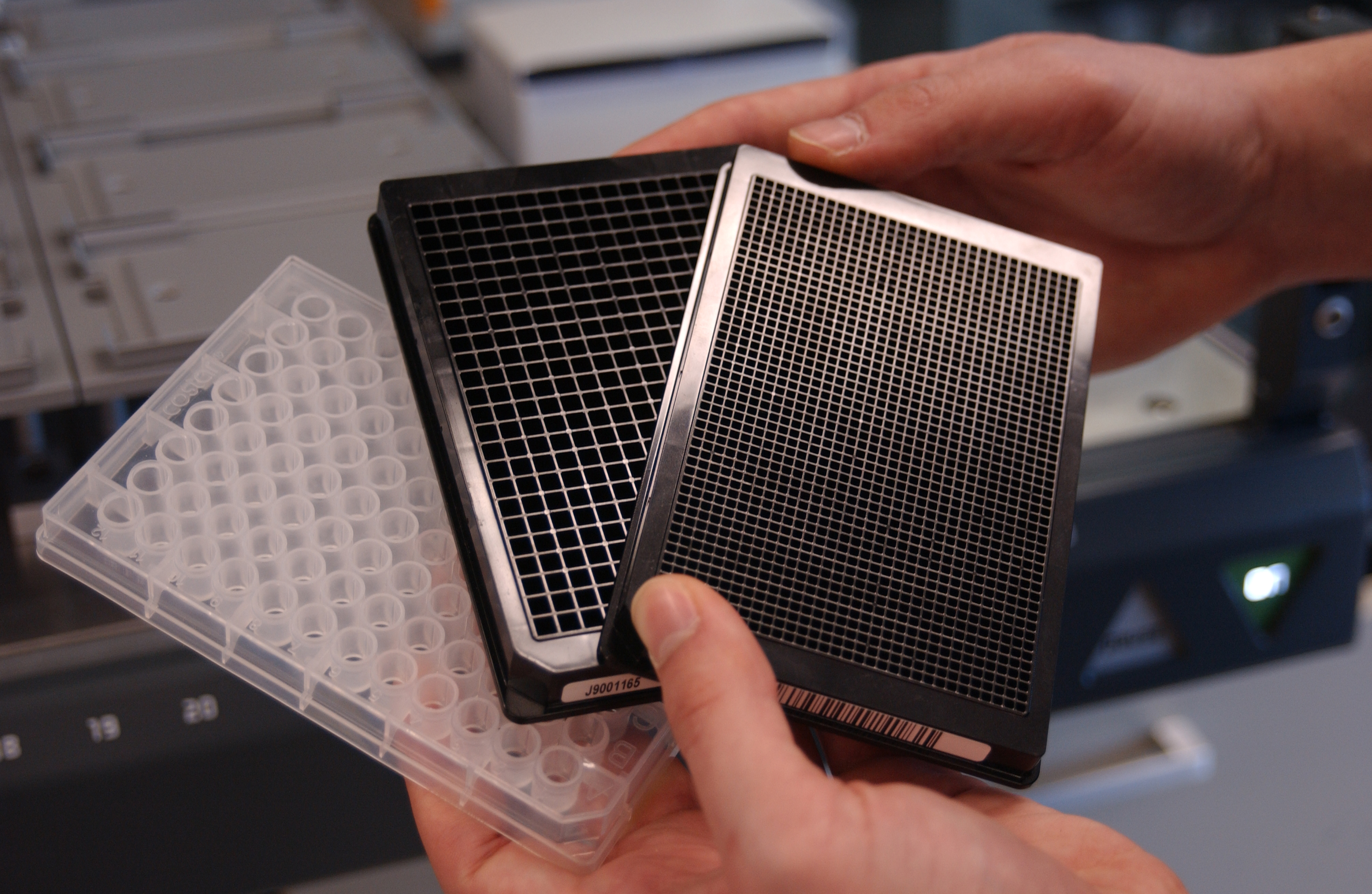
Mikrotiterplatten mit 96, 384 und 1536 Wells

Bei Target-basierten Screenings wird die Interaktion der Testsubstanzen mit bestimmten definierten Zielstrukturen (Targets) untersucht. Targets können zum Beispiel Proteine sein, die mit einer Krankheit oder einem physiologischen Prozess in Verbindung stehen. Target-basierte Screenings repräsentieren in der pharmazeutischen Industrie die häufigste Form des Screenings von niedermolekularen Substanzen, um deren biologische Aktivität zu bestimmen. Sie werden in der Regel in Mikrotiterplatten mit gereinigten oder ungereinigten Proteinen oder indirekt mit Zellen, die das Target-Protein bilden, durchgeführt. Die Interaktion einer Testsubstanz mit dem Target kann direkt in Bindungsassays (in der Regel über die Verdrängung eines markierten Referenzliganden vom Target) oder indirekt über die Beeinflussung der vom Targetprotein aktivierten Signalwege (z. B. Aktivierung von Second Messengern, Protein-Protein-Interaktionen, Protein-Phosphorylierungen und Genaktivierungen) und enzymatischen Reaktionen bestimmt werden. Dazu werden insbesondere biochemische Methoden eingesetzt, bei denen ein Signal als eine Änderung der Farbintensität, der Fluoreszenz oder der Lumineszenz gemessen wird. Aus dem Signal-Rausch-Verhältnis folgt: Je stärker die Änderung der im Test ausgewerteten Signalintensität, desto besser geeignet sind die Testverfahren. Auf Lumineszenz basierende Verfahren verursachen eine vielfache Signalveränderung und sind daher oft besser geeignet als fotometrischen und fluorimetrischen Methoden. Eigenfarbe oder Eigenfluoreszenz von Testsubstanzen verschlechtern das Signal-Rausch-Verhältnis der fotometrischen und fluorimetrischen Messung. Auch szintimetrische Testmethoden, wie beispielsweise Radioligand-Bindungsstudien, sind hochsensitiv. Das Anfallen radioaktiver Abfälle ist jedoch ein zentrales Problem bei der Durchführung von szintimetrischen Testungen. Weitere Eigenschaften der Testsubstanzen, wie beispielsweise Löslichkeit und Stabilität, spielen eine entscheidende Rolle und müssen bei der Versuchsplanung berücksichtigt werden.

#### Phänotyp-basiert
Beim Phänotyp-basierten Screening werden die Effekte von Testsubstanzen auf lebende Zellen oder Gewebe untersucht, also die Auswirkungen der Applikation der Testsubstanz auf den Phänotyp der Zelle oder des Gewebes. Der Effekt einer Testsubstanz wird anhand einer phänotypischen Änderung, z. B. der Änderung der Zellform, des Zellwachstums oder der Zellfunktion, beurteilt. Hierbei ist es nicht erforderlich, das molekulare Target im Voraus zu kennen, oft dient das Screeningverfahren aber der Identifikation des molekularen Targets. Um das Ergebnis des Screenings nicht zu verfälschen, müssen meist eine Vielzahl an Parametern kontrolliert werden. Mit Phänotyp-basierten Screenings werden insbesondere Molekülbibliotheken durchgemustert, die höhermolekularen Verbindungen enthalten, wie beispielsweise Proteine, DNA und siRNA. Neben Zellen und Gewebe werden auch ganze Organismen, wie beispielsweise Fischembryonen, als Modellsysteme eingesetzt.  Ein Phänotyp-basiertes Screening wird oft mit Hilfe von automatisierter Mikroskopie (High Content Screening) durchgeführt. Oft ist ein High Content Screening gegenüber einem Target-basierten Screening durch den geringeren Durchsatz limitiert.

#### Beurteilung
Da die Durchmusterung einer kompletten Molekülbibliothek in einem High-Throughput-Screening oft mehrere Tage bis Wochen dauert, ist ein gleichbleibend zuverlässiges Arbeiten des Testverfahrens eine kritische Voraussetzung. Insbesondere bei Verwendung von Zellen muss mit einer Veränderung mit zunehmender Kultivierungszeit gerechnet werden.
Zur Beurteilung der Robustheit der Daten eines High-Throughput-Screenings werden Kontrollsubstanzen untersucht. Im einfachsten Fall umfassen diese einerseits Vehikel oder eine bekanntermaßen inaktive Substanz (Negativkontrolle) und andererseits eine Substanz, die zu einer maximalen Aktivierung oder Inhibition des Tests führt (Positivkontrolle). Mit Hilfe des Z'-Faktors
{\displaystyle Z'=1-{\frac {3\times (\sigma _{p}+\sigma _{n})}{|\mu _{p}-\mu _{n}|}}},
wobei σp und σn die Standardabweichungen der Positiv- bzw. Negativkontrolle sowie µp und µn die Mittelwerte der Positiv- bzw. Negativkontrolle darstellen, lässt sich das Messfenster des High-Throughput-Screenings beurteilen. Assays mit Z'-Faktoren von mindestens 0,5 gelten als optimal. Auch High-Throughput-Screenings bei einem Z'-Faktor von 0 – 0,5 können noch zur Unterscheidung von aktiven und inaktiven Verbindungen geeignet sein.

### Automatisierung
High-Throughput-Screenings sind aufwändig und werden heute nur noch mit voll- oder zumindest teilautomatisierten Laborautomationssystemen durchgeführt. Es werden Roboter oder Automaten für das Liquid-Handling, die Datenaufnahme (Reader, Kameras) und gegebenenfalls die Zellkultur eingesetzt. Das Testvolumen wird reduziert und es werden Mikrotiterplatten mit 384, 1536 oder 3456 Näpfchen eingesetzt, um noch mehr Proben gleichzeitig zu testen und Kosten und Zeit zu sparen.

### Auswertung
Die als Ergebnis des High-Throughput-Screening anfallenden Daten werden statistisch analysiert. Substanzen, die Messwerte jenseits eines bestimmten Schwellenwerts liefern, werden als Treffer („Hits“) eingestuft. Dennoch muss das Auftreten falsch positiver und falsch negativer Ergebnisse berücksichtigt werden. Um die Menge falsch positiver Hits zu reduzieren, wird meist ein zweites, deutlich kleineres Screening durchgeführt, das sich auf die Hits des ersten Screenings beschränkt.
Die aus den Screenings gewonnenen Daten werden auch mit Hilfe von chemoinformatischen Methoden analysiert. Dazu werden die Hits anhand ihrer molekularen Eigenschaften gefiltert. Auf diese Weise können Substanzen, die beispielsweise auf Grund reaktiver Gruppen (z. B. Aldehyde, Michael-Akzeptoren und Nitrogruppen) oder einer Nichterfüllung Lipinskis Rule of Five als ungeeignet für die weitere Entwicklung angesehen werden, von der Kandidatenliste der Leitstrukturen entfernt werden. Schließlich wählt man die vielversprechendsten Hits für die Entwicklung einer Leitstruktur aus.

## Beschränkungen
Nur wenige in einem High-Throughput-Screening identifizierte Hits haben die Qualität, als Leitstruktur klassifiziert zu werden. Ein Hit ist somit nicht automatisch eine Leitstruktur und schon gar kein Arzneistoff. Da High-Throughput-Screenings in der Regel bei einer einzigen Testkonzentration mit Hilfe eines einzigen Assays durchgeführt werden, sind quantitative Aussagen über die Wirkstärke (Potenz) und Selektivität der Testsubstanzen nicht möglich. Viele für die Wirksamkeit und therapeutische Sicherheit einer Substanz notwendige pharmakologische Parameter, wie die Zellmembran- und Gewebepermeabilität sowie die Aufnahme, Verteilung, Metabolisierung, Ausscheidung (ADME) und Toxikologie werden in High-Throughput-Assays nicht oder nur unzureichend berücksichtigt. Die Weiterentwicklung von einem Hit bis hin zu einem Arzneistoff und dessen Zulassung dauert in der Regel etwa 10 bis 12 Jahre.